# Юр'євське (Степуринське сільське поселення)
Юр'євське (рос. Юрьевское) — присілок в Старицькому районі Тверської області Російської Федерації.
Населення становить 72 особи. Входить до складу муніципального утворення Степуринське сільське поселення.

## Історія
Від 2005 року входить до складу муніципального утворення Степуринське сільське поселення. Раніше населений пункт належав до Болдиревського сільського округу.

## Населення
| 2008 | 2010 |
| ---- | ---- |
| 86   | ↘72  |